# Барфилд, Оуэн
Оуэн Барфилд (англ. Owen Barfield; 9 ноября 1898 , Лондон — 14 декабря 1997, Форрест Роу, Сассекс) — британский писатель и филолог, антропософ, член группы «Инклинги», в которой состояли несколько британских писателей, включая Толкина. Автор романов «Серебряная труба», «Эта несходная пара» и работ «Отдельно от мира», «Ненаследственный голос». Его приёмная дочь Люси Барфилд была крестницей Клайва Льюиса, ей он посвятил повесть «Лев, Колдунья и платяной шкаф».

## Произведения
- 1. Saving the Appearances: A Study in Idolatry